# Törekvés SE
A Törekvés Sportegyesület (Törekvés SE) az első magyarországi vasutasegyesületként önszerveződéssel jött létre.

## Története
A Törekvés Sport Egylet 1897-ben alakult meg, de alapszabályszerű működését csak 1900-ban kezdte meg, mint a Magyar Királyi Államvasutak (MÁV) Északi Járműjavítóban alkalmazott vasutasok sporttulajdona.
Az egyesület a futballsport meghonosítása terén szerzett nagy érdemeket. Első sporttelepét 1903-ban építette meg a kőbányai Hölgy utcában, majd 1912-ben a Halom utcában bérelt területre helyezte át működését. 1928-ban megépített Szállás utcai sporttelepe az összes szabadtéri sportág gyakorlására alkalmas volt. A Magyar Atlétikai Szövetség (MASz), a Magyar Birkózó Szövetség (MBSz), az MKSz, az Magyar Labdarúgó-szövetség (MLSz), a Magyar Torna Szövetség (MTSz) tagja. Klubhelyisége: Budapest, X. kerület, Kőbányai út. 30.
1911 és 1913 között birkózó szakosztálya a fiatalon elhunyt Zöllner Istvánra emlékezve minden évben megrendezte a Zöllner István-vándordíjért folyó versenyt. Ez a korszak rangos birkózó díja volt.
2010-ben 110. évét jegyző egyesület az elmúlt évszázadban mintegy húsz szakosztályt működtetett különböző szinteken, mely során országos és Európa-bajnoki, valamint olimpiai érmek, díjak, trófeák fémjelzik a magas szintű sportmunkát és eredményességet.

### Elnökök
- Fischer Mór MÁV főfelügyelő

#### Alelnök
- Iváncsics Mihály

### Főtitkárok
- Molnár János

### Szakosztályok
- Birkózó szakosztály
- Vívó és kerekesszékes-vívó szakosztály
- Kosárlabda és kerekesszékes-kosárlabda szakosztály
- Sakk szakosztály
- Tájfutó szakosztály
- Szabadidő klub (tenisz)
- Természetbarát szakosztály

### Törekvés Művelődési Központ

#### Labdarúgó szakosztály
Az első magyar bajnokságot is számolva 24 idényben volt a tornasorozat résztvevője. 1903-ban került az I. osztályba. 1906-ban a II. osztályú bajnokként ismét az I. osztály résztvevője. Spotpolitikai okok miatt a BLASz I. osztályában folytatta szereplését.
Névváltozatai
- 1900-1951 között: Törekvés SC
- 1951-1955 között: Kőbányai Lokomotív
- 1955-1957 között: Kőbányai Törekvés
- 1957-1958 között: Haladás
- 1958-tól: Törekvés SE

## Híres játékosok
* a félkövérrel írt játékosok rendelkeznek felnőtt válogatottsággal.
| - Dobay István - Wetzer Rudolf - Bartos Béla - Bőti János - Déri Károly - Dürr Antal | - Ging József - Guttmann Béla - Hajós Árpád - Hegedűs András - Hirzer Ferenc - Horváth Gyula - Kardos István | - Kautzky József - Kónya József - Lhottka Ferenc - Magyar Ferenc - Mészáros István - Nemes István - Nyilas István | - Pruha Antal - Pusztai Ferenc - Senkey Gyula - Siegl József - Szedlacsik Ferenc - Szentey Sándor - Szűcs Géza | - Tagányi Árpád - Takács Dániel - Tritz Lőrinc - Urik József - Viola József - Wéber Lajos - Weisz Árpád |

## Külső hivatkozások
- Törekvés SE. World Referee. (Hozzáférés: 2013. február 17.)[halott link]